# Sac traditionnel Bamiléké

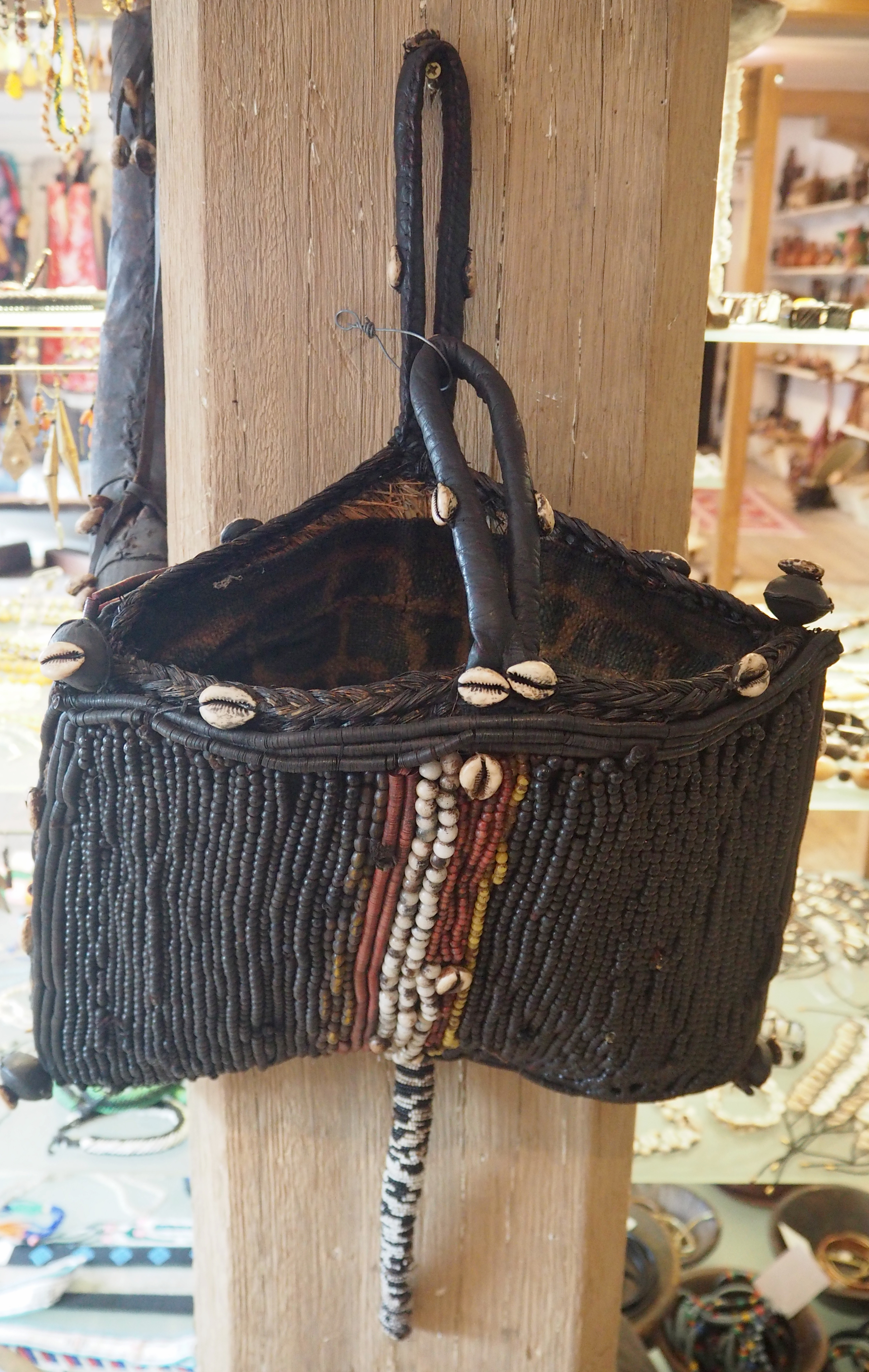
Sac traditionnel bamiléké (version avec perles de décoration)

Le sac traditionnel est chez les Bamilékés un accessoire pour la danse.

## Description et usage

### Description
Il est fait entre autres de cauris, de tissage de fils végétaux; parfois de Ndop, de fibres non-tissées à rembourrer, de cuir.

### Usage
Le sac, au même titre que les instruments de musique, constitue un emblème institutionnel important. C’est « le lieu du secret », le siège de la « puissance ». « Puissance » des confréries, mais aussi « puissance » des individus.
Il est objet de suppositions — surtout quand il s’agit de notables ou de devins.

« Le sac du village », porté en bandoulière pendant la danse est aussi un accessoire.

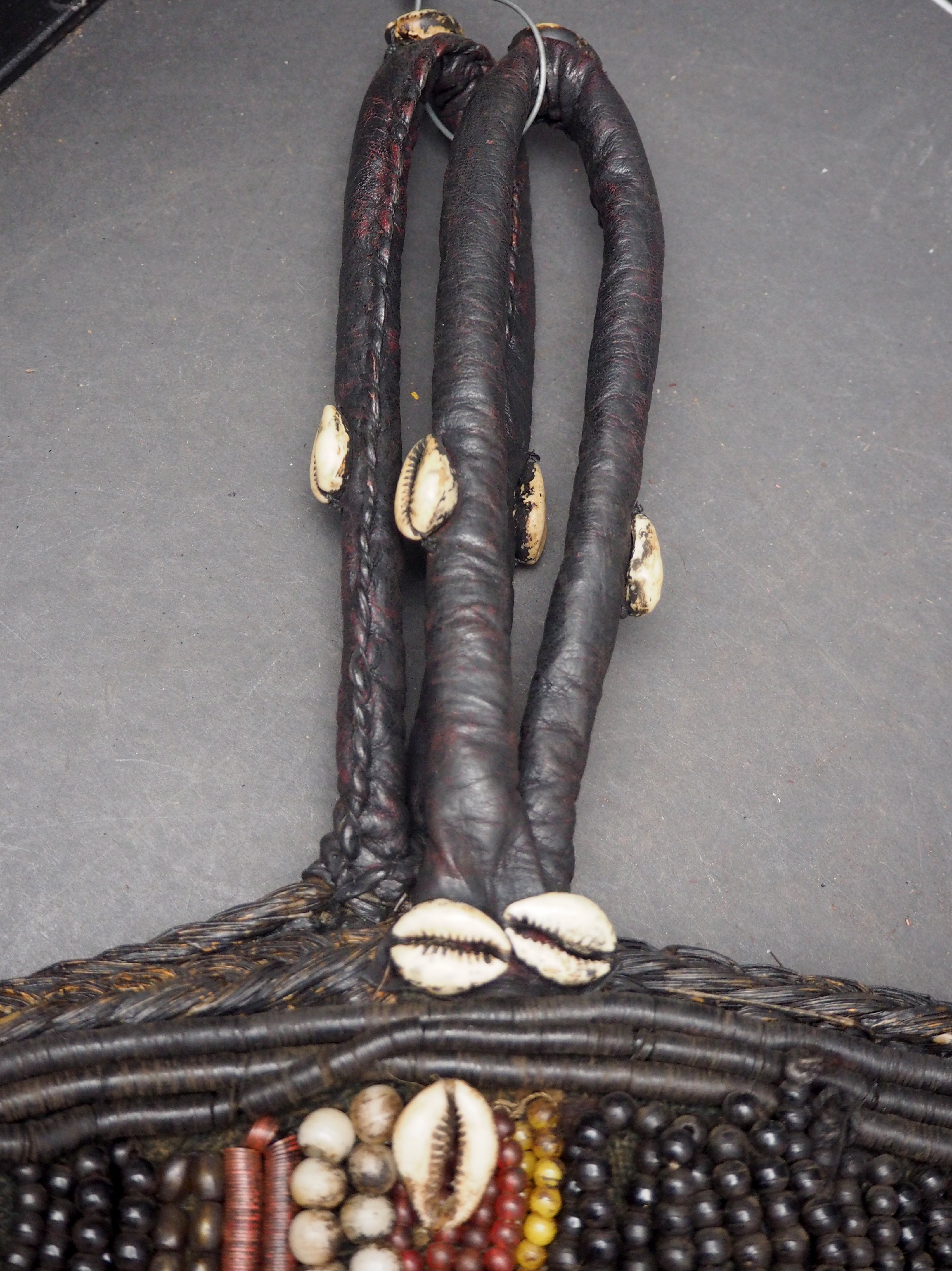
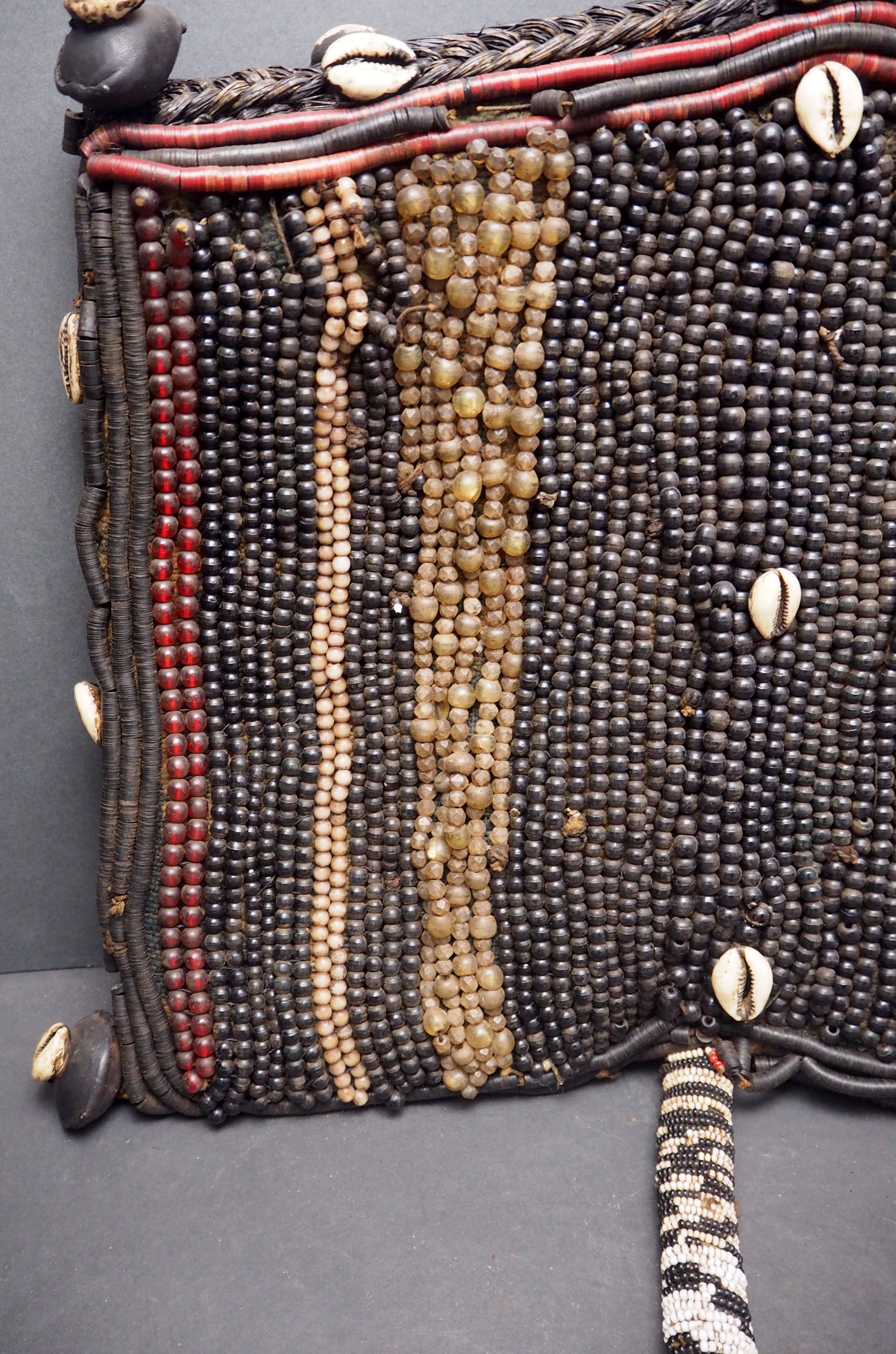
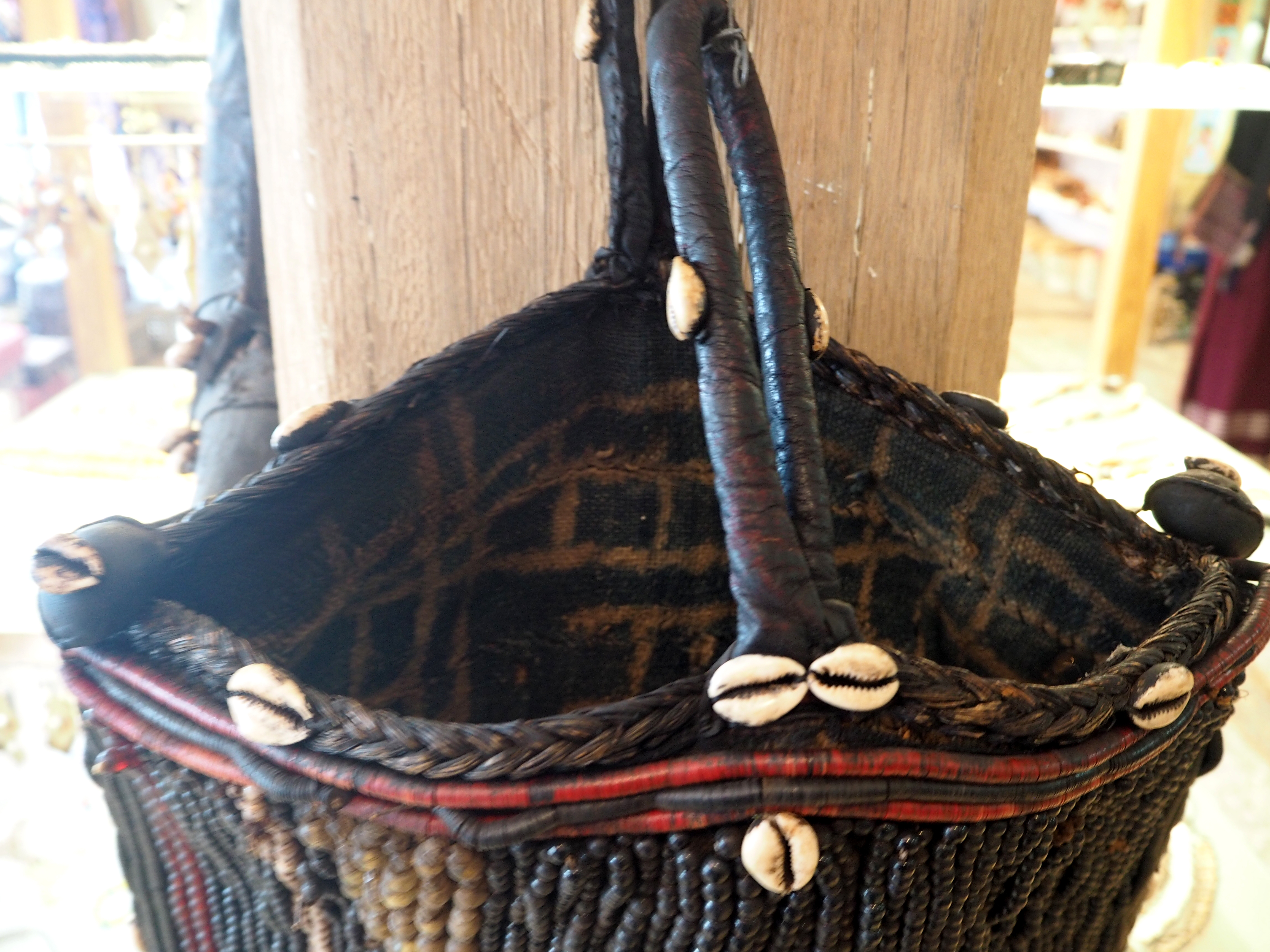
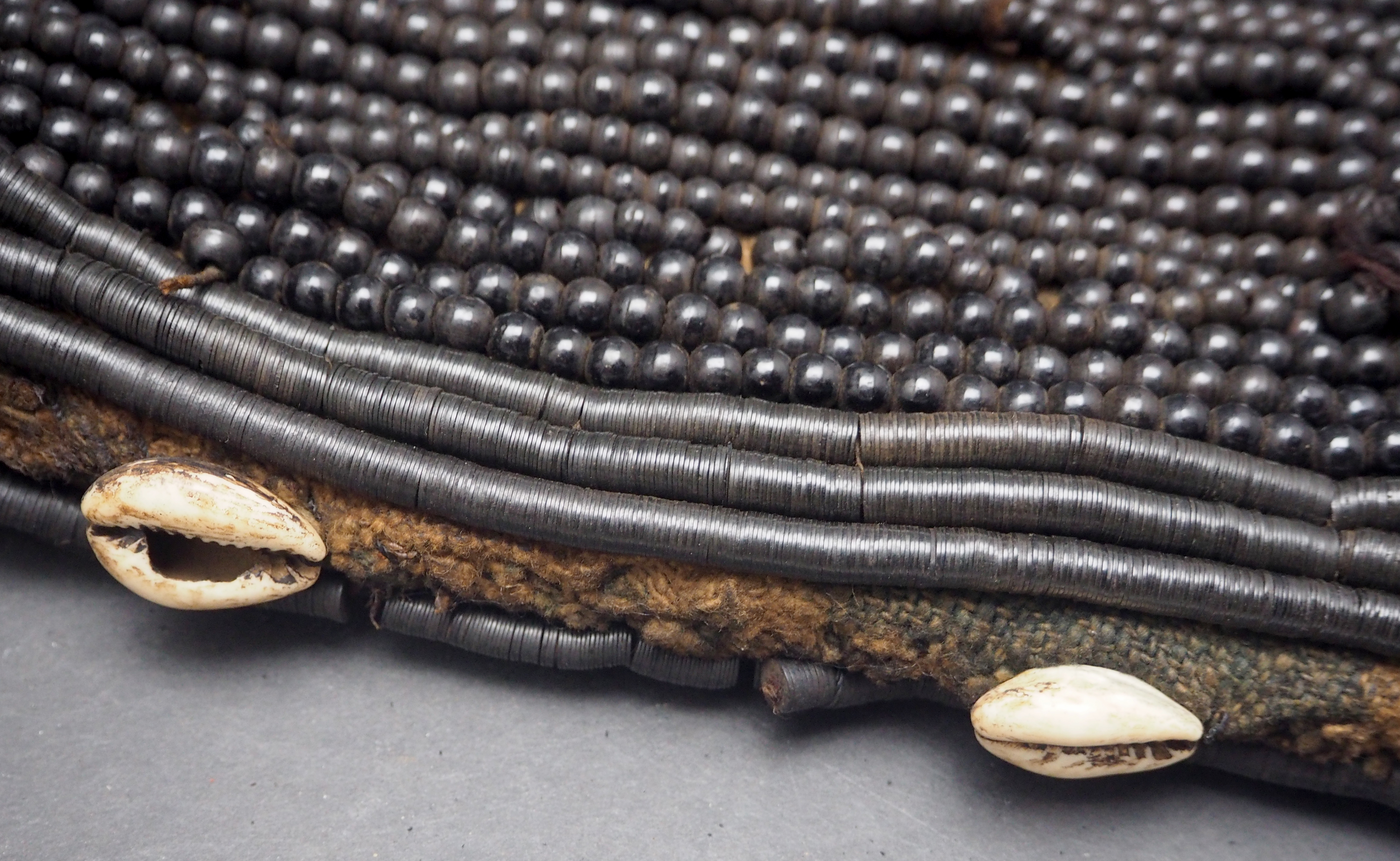
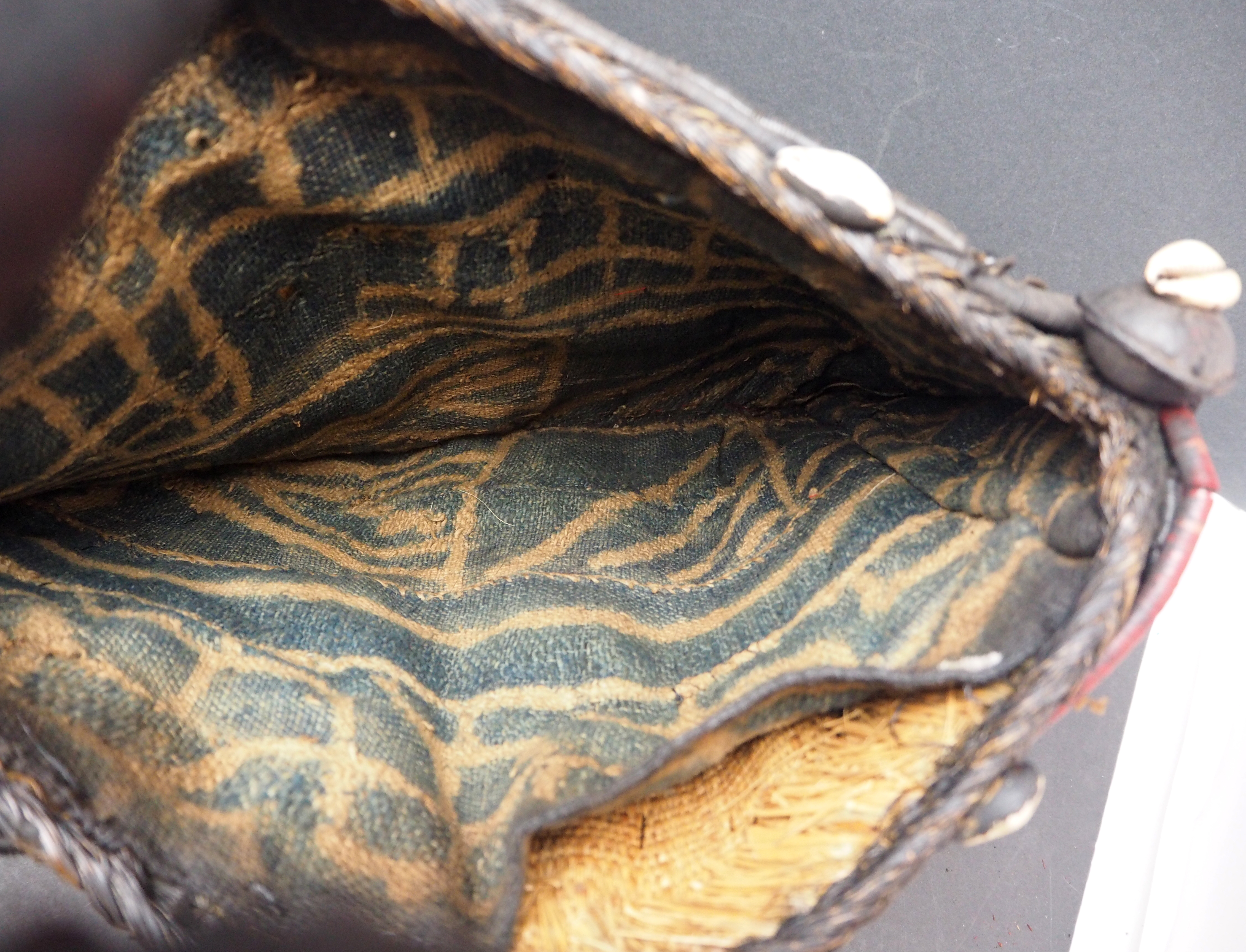
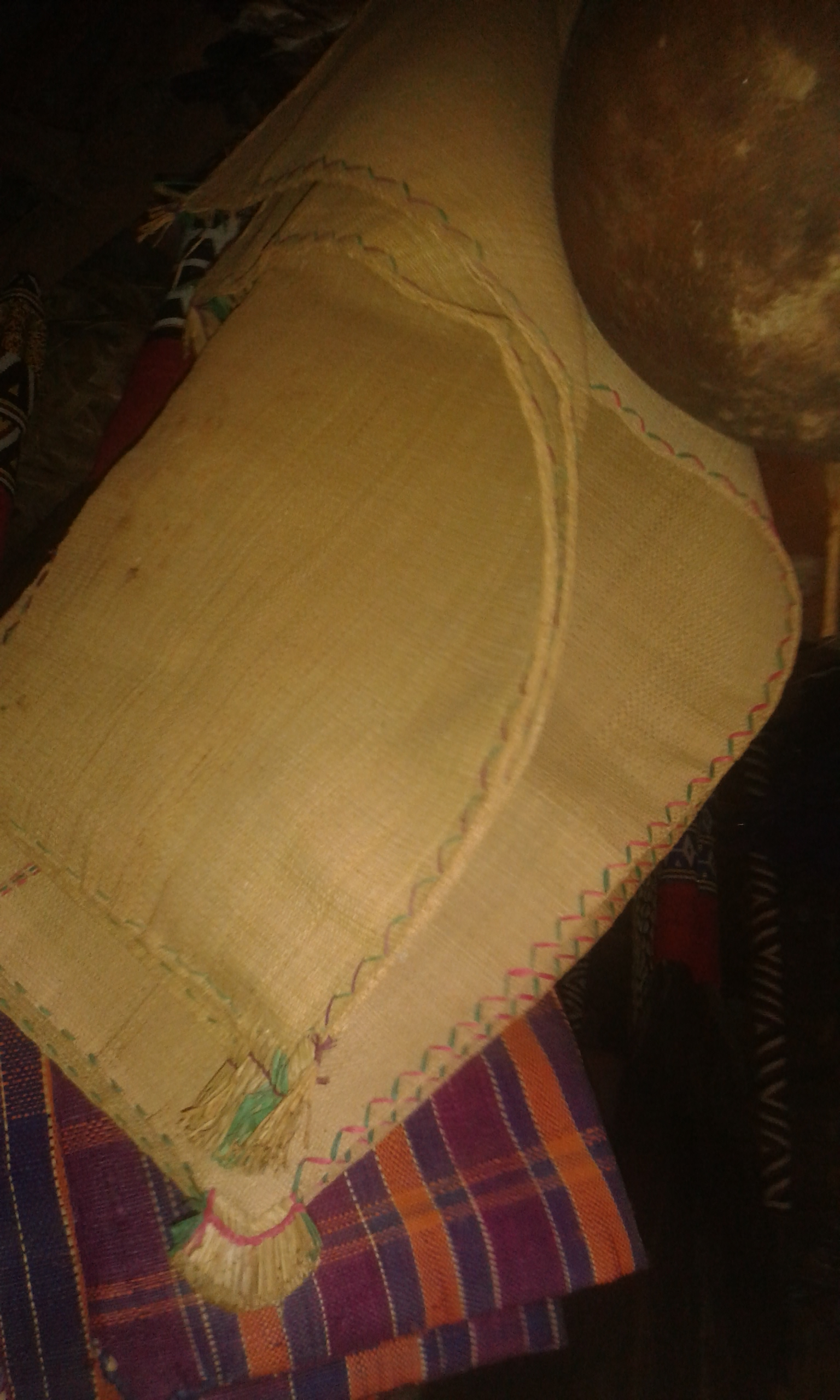
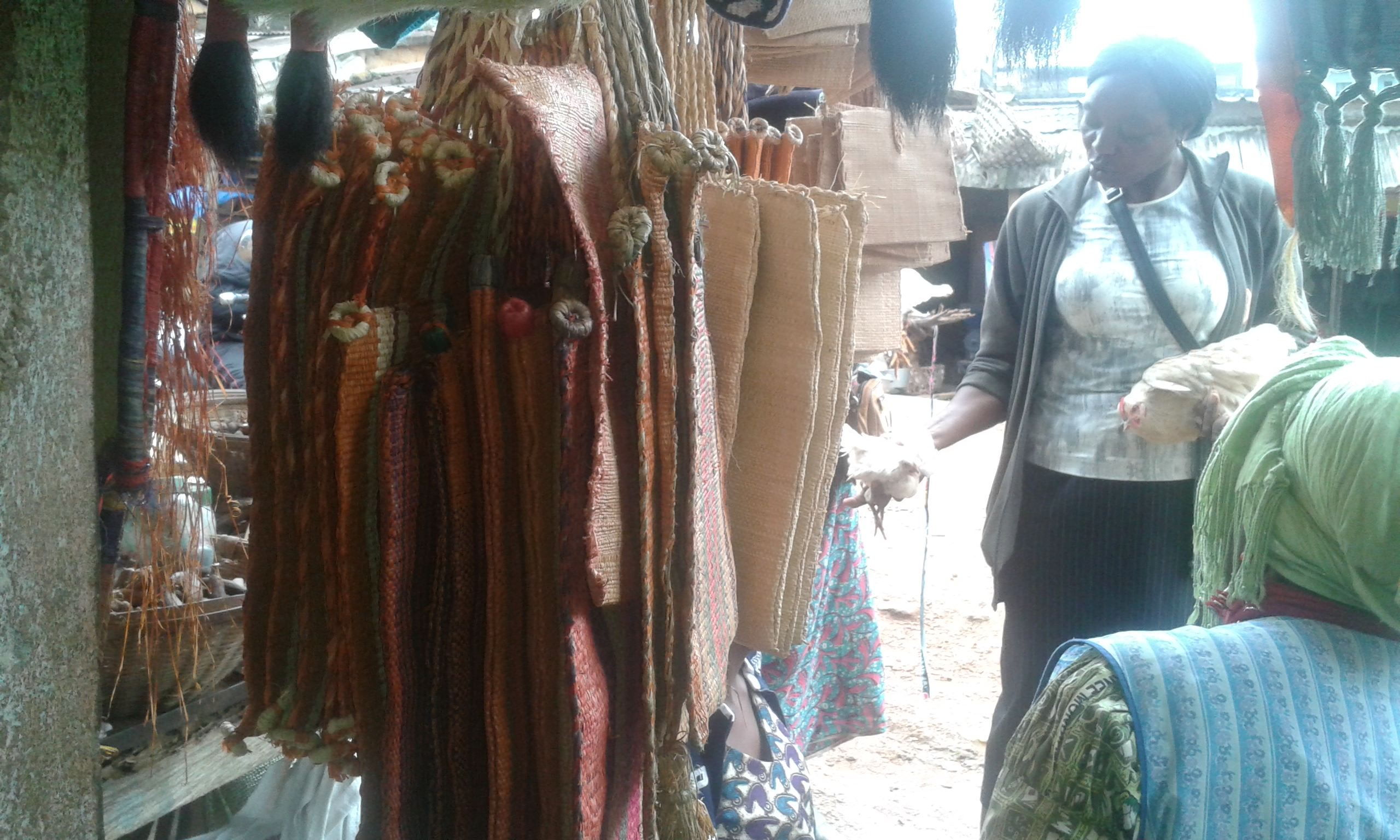
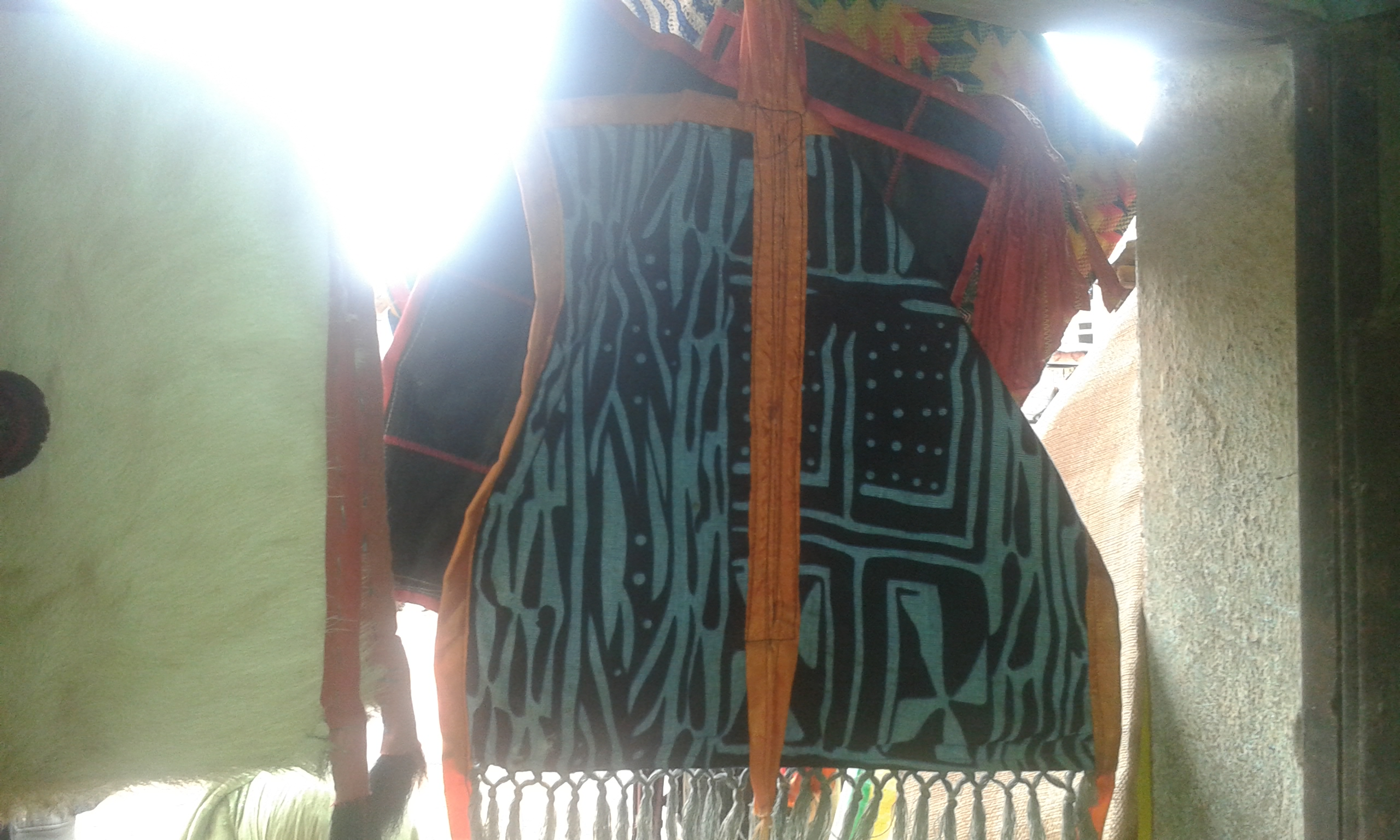